# Quiste
Un quiste es una bolsa cerrada con una membrana propia que se desarrolla anormalmente en una cavidad o estructura del cuerpo, siendo su característica distintiva el hecho de que las células que conforman su membrana son distintas a las del entorno.
Existen distintos tipos de quistes: por ejemplo, cuando el acné obstruye una glándula sebácea, o como respuesta a una sustancia extraña en la piel, y no son contagiosos.
Los quistes relacionados con el cáncer se forman como un mecanismo de defensa para el cuerpo, siguiendo el desarrollo de mutaciones que llevan a una división celular incontrolada. Una vez que se ha producido esa mutación, las células afectadas se dividen incesantemente (y se conocen como cancerosas), formando un tumor. El cuerpo encapsula esas células para tratar de evitar que continúen su división e intentar contener el tumor, que pasa a conocerse como quiste. Dicho esto, las células cancerosas pueden seguir mutando y adquirir la capacidad de formar sus propios vasos sanguíneos, de los que se nutren antes de ser contenidas. Una vez que esto sucede, la cápsula se vuelve inútil y el tumor puede pasar de ser benigno a ser un cáncer.
Algunos quistes son neoplásicos y, por lo tanto, se denominan tumores quísticos; muchos tipos no son neoplásicos. Algunos son displásicos o metaplásicos. Los seudoquistes son similares a los quistes (tienen un saco lleno de líquido), pero carecen de revestimiento epitelial.
A pesar de haber sido descrita en 1938 como la aparición microscópica de quistes en el páncreas, la fibrosis quística es un ejemplo de un trastorno genético cuyo nombre está relacionado con la fibrosis del conducto cístico (que sirve a la vesícula biliar) y no implica quistes.
Este es solo un ejemplo de cómo la raíz griega quiste-, que simplemente significa un saco lleno de líquido, también se encuentra en términos médicos que se relacionan con la vejiga urinaria y la vesícula biliar, ninguno de los cuales involucra quistes.

## Ubicaciones
Los quistes pueden aparecer en cualquier parte del cuerpo. Los más comunes son los siguientes:
- Quiste de ganglio (articulaciones y tendones de pies y manos).
- Quiste ovárico (ovarios, funcionales y patológicos).
- Quiste del Epididimo.
- Quiste pilonidal o quiste sacro (infección cutánea cerca del coxis).
- Quiste sebáceo (saco subcutáneo).
- Quiste en trompa de Falopio.
- Quiste en las cuerdas vocales.
- Quiste bronquial.
- Quiste pancreático.

## Estructuras relacionadas
Compárese con un pseudoquiste, que es una concentración sin membrana propia.